# Marlene van Gansewinkel
Marlene van Gansewinkel (Tilburg, 11 marzo 1995) è un'atleta paralimpica olandese specializzata nella velocità e nel salto in lungo e appartenente alla categoria T64.

## Biografia
Nata senza l'avambraccio sinistro e la parte bassa della gamba sinistra, ha iniziato a praticare l'atletica leggera paralimpica all'età di diciassette anni. Nel 2013 ha vestito per la prima volta la maglia della nazionale olandese, gareggiando ai campionati mondiali paralimpici di Lione, dove si è classificata settima nei 100 metri piani T44.
Nel 2014 si è classificata quarta nei 100, 200 e 400 metri piani e quinta nel salto in lungo T44 ai campionati europei paralimpici di Swansea, mentre ai mondiali paralimpici di Doha 2015 è tornata a casa con la medaglia d'argento nel salto in lungo T44 e il quarto posto nei 100 metri piani T44.
Nel 2016 ha partecipato ai Giochi paralimpici di Rio de Janeiro, dove è riuscita a conquistare la medaglia di bronzo nel salto in lungo T44, mentre nei 100 metri piani T44 ha raggiunto la settima posizione in classifica. Ha ottenuto la stessa posizione anche nei 100 metri T44 ai mondiali paralimpici di Londra 2017, dove ha anche ottenuto la medaglia d'argento nel salto in lungo T44.
Nel 2018 è passata dalla classificazione T44 alla T64; agli europei paralimpici di Berlino 2018 si è diplomata campionessa continentale dei 100 e 200 metri piani T64, mentre nel salto in lungo T64 ha conquistato la medaglia d'argento. Nel 2019 ha invece ottenuto due medaglie d'argento nei 100 metri piani T64 e nel salto in lungo T64 ai mondiali di Dubai, dove ha anche subito la squalifica nella finale dei 200 metri piani T64.
Nel 2021, dopo essersi aggiudicata la medaglia d'oro nei 200 metri piani T64 e gli argenti nei 100 metri piani T64 e nel salto in lungo T64 agli europei paralimpici, ha preso parte ai Giochi paralimpici di Tokyo, dove ha conquistato la medaglia d'oro e il record paralimpico nei 100 e 200 metri piani T64 (rispettivamente 12"78 e 26"22) e la medaglia di bronzo nel salto in lungo T64. Tre anni dopo ottiene due argenti ed un bronzo alle Paralimpiadi di Parigi.

## Palmarès
| Anno | Manifestazione       | Sede           | Evento             | Risultato | Prestazione | Note                          |
| ---- | -------------------- | -------------- | ------------------ | --------- | ----------- | ----------------------------- |
| 2013 | Mondiali paralimpici | Lione          | 100 m piani T44    | 7ª        | 14"32       |                               |
| 2014 | Europei paralimpici  | Swansea        | 100 m piani T44    | 4ª        | 14"11       |                               |
| 2014 | Europei paralimpici  | Swansea        | 200 m piani T44    | 4ª        | 29"87       | Miglior prestazione personale |
| 2014 | Europei paralimpici  | Swansea        | 400 m piani T44    | 4ª        | 1'14"63     |                               |
| 2014 | Europei paralimpici  | Swansea        | Salto in lungo T44 | 5ª        | 4,21 m      |                               |
| 2015 | Mondiali paralimpici | Doha           | 100 m piani T44    | 4ª        | 13"49       | Miglior prestazione personale |
| 2015 | Mondiali paralimpici | Doha           | 200 m piani T44    | Batteria  | 29"19       |                               |
| 2015 | Mondiali paralimpici | Doha           | Salto in lungo T44 | Argento   | 5,27 m      |                               |
| 2016 | Giochi paralimpici   | Rio de Janeiro | 100 m piani T44    | 7ª        | 13"64       |                               |
| 2016 | Giochi paralimpici   | Rio de Janeiro | Salto in lungo T44 | Bronzo    | 5,57 m      | Miglior prestazione personale |
| 2017 | Mondiali paralimpici | Londra         | 100 m piani T44    | 7ª        | 13"65       |                               |
| 2017 | Mondiali paralimpici | Londra         | Salto in lungo T44 | Argento   | 5,29 m      |                               |
| 2018 | Europei paralimpici  | Berlino        | 100 m piani T64    | Oro       | 12"85       |                               |
| 2018 | Europei paralimpici  | Berlino        | 200 m piani T64    | Oro       | 26"12       |                               |
| 2018 | Europei paralimpici  | Berlino        | Salto in lungo T64 | Argento   | 5,61 m      |                               |
| 2019 | Mondiali paralimpici | Dubai          | 100 m piani T64    | Argento   | 12"96       |                               |
| 2019 | Mondiali paralimpici | Dubai          | 200 m piani T64    | Finale    | dq          |                               |
| 2019 | Mondiali paralimpici | Dubai          | Salto in lungo T64 | Argento   | 5,28 m      |                               |
| 2021 | Europei paralimpici  | Bydgoszcz      | 100 m piani T64    | Argento   | 12"80       | Record dei campionati         |
| 2021 | Europei paralimpici  | Bydgoszcz      | 200 m piani T64    | Oro       | 26"79       |                               |
| 2021 | Europei paralimpici  | Bydgoszcz      | Salto in lungo T64 | Argento   | 5,82 m      | Miglior prestazione personale |
| 2021 | Giochi paralimpici   | Tokyo          | 100 m piani T64    | Oro       | 12"78       | Record paralimpico            |
| 2021 | Giochi paralimpici   | Tokyo          | 200 m piani T64    | Oro       | 26"22       | Record paralimpico            |
| 2021 | Giochi paralimpici   | Tokyo          | Salto in lungo T64 | Bronzo    | 5,78 m      |                               |
| 2023 | Mondiali paralimpici | Parigi         | Salto in lungo T64 | Argento   | 5,40 m      |                               |
| 2024 | Mondiali paralimpici | Kōbe           | 100 m piani T64    | Argento   | 12"73       | Record dei campionati         |
| 2024 | Mondiali paralimpici | Kōbe           | 200 m piani T64    | Oro       | 25"73       | Record mondiale               |
| 2024 | Mondiali paralimpici | Kōbe           | Salto in lungo T64 | Argento   | 5,45 m      |                               |
| 2024 | Giochi paralimpici   | Parigi         | 100 m piani T64    | Bronzo    | 12"72       |                               |
| 2024 | Giochi paralimpici   | Parigi         | 200 m piani T64    | Argento   | 26"14       |                               |
| 2024 | Giochi paralimpici   | Parigi         | Salto in lungo T64 | Argento   | 5,87 m      | Miglior prestazione personale |